# Косованов, Вячеслав Петрович
Вячеслав Петрович Косованов (25 января 1880, Минусинский округ, Енисейская губерния — 13 июля 1938 или июль 1938, Красноярск) — российский учёный-геолог, топограф, краевед и библиограф. Автор крупнейшего краевого библиографического справочника в 4 томах — «Библиография Приенисейского края. Систематический указатель книг и статей на русском и иностранных языках, опубликованных с 1612 по 1923 г. включительно».

## Биография
Вячеслав Петрович Косованов родился 25 января 1880 года в селе Лугавское Минусинского округа в крестьянской семье. В ряде источников указано, что он родился в семье служащего горнозаводского предприятия. В 1890 году Вячеслав Петрович оканчивает Таштыпское приходское училище, а с 1893 по 1897 год получает образование за казённый счет в Алтайском окружном горном училище. По окончании учёбы в течение 10-ти лет работает в качестве геолога, маркшейдера, техника по горнозаводской части на частных приисках и заводах Енисейской губернии. В этот период Косовановым были открыты крупные месторождения золота и угля. В 1909 году Вячеслав Петрович переходит на работу топографом в Управление землеустройства и переселения в Красноярске.
Косовановым были изобретены координатометр (запатентован в 1912 году) и графометр — прикладные устройства в области топографии и землеустройства.
С 1926 по 1937 год Вячеслав Петрович возглавлял Красноярский отдел Русского географического общества. С 1928 входил в состав редакционного совета Сибирской Советской Энциклопедии. В 1928 году стал одним из организаторов Красноярского филармонического общества. В 1930 был избран действительным членом Библиографического общества при Московском государственном университете им. М. В. Ломоносова. Президент Приенисейского отдела Восточно-Сибирского общества по изучению производительных сил Сибири. Заведующий краеведческим геологическим бюро при Крайплане.
Преподавал инженерную геологию в Сибирском лесотехническом институте (1932—1937) и общую геологию в Красноярском педагогическом институте (1933—1937). Получил звание профессора в 1935 году.
Более 30 лет своей жизни, начиная с 1902 года, Вячеслав Петрович посвятил созданию первого и крупнейшего краевого библиографического справочника в 4 томах — «Библиография Приенисейского края», в котором систематизирована литература края с 1612 года.
С 1932 по 1936 года Косованов инициирует и руководит серией экспедиций по разведке недр в Красноярском крае. В них участвуют не только ученые, но и студенты, учителя, молодые рабочие, школьники. В результате этих походов были выявлены несколько сот проявлений полезных ископаемых. Также в начале 30-х годов под его руководством проводились все подготовительные исследовательские работы на месте будущей Красноярской ГЭС. Косованов первым обосновал необходимость строительства Красноярской ГЭС и возможность возведения цементного завода и завода синтетического каучука.
У Вячеслава Петровича была жена Варвара Александровна, дочь Мария и сын Николай. Он увлекался игрой на скрипке и виолончели.
12 июня 1937 года В. П. Косованов был арестован по обвинению в принадлежности к эсеровскому центру «сколачивания повстанческих кадров». Расстрелян 13 июля 1938 года. Суд на Вячеславом Петровичем продлился 10 минут.
2 июня 1957 года был реабилитирован Военной Коллегией Верховного Суда СССР.
Дом в Красноярске по адресу улица Ады Лебедевой, 50, где жил Косованов, поставлен на государственный учёт и охрану.

## Научные работы и статьи Косованова
Вячеслав Петрович Косованов является автором более 30-ти печатных и 100 неопубликованных работ, в числе которых:
- Библиография Приенисейского края: систематический указатель книг и статей на русском и иностранных языках, опубликованных с 1612 по 1923 г. включительно.
- Применение земляного бурения при розыске золотых россыпей и других месторождений полезных ископаемых (1902)
- Горно-заводская промышленность Приенисейского края
- О землеустройстве и водоустройстве русского и туземного населения Сибирского Севера
- К истории древней картографии Приенисейского края
- Колонизационные перспективы Приенисейского края
- К орографии золотоносных районов Енисейской губернии
- К вопросу об исследовании малых полезных ископаемых Приенисейского края
- К вопросу о развитии металлургии черных металлов в Средней Сибири
- и др.

## В культуре
В научно-популярной книге «Енисей, река сибирская» (1949) Георгий Кублицкий описывает вклад Косованова в изыскания, связанные с определением места под Красноярскую ГЭС в начале 30-х годов. Однако автор умышленно исказил имя репрессированного геолога, поэтому в книге он фигурирует под именем Владимира Петровича без фамилии.